# Wolfgang Brunecker

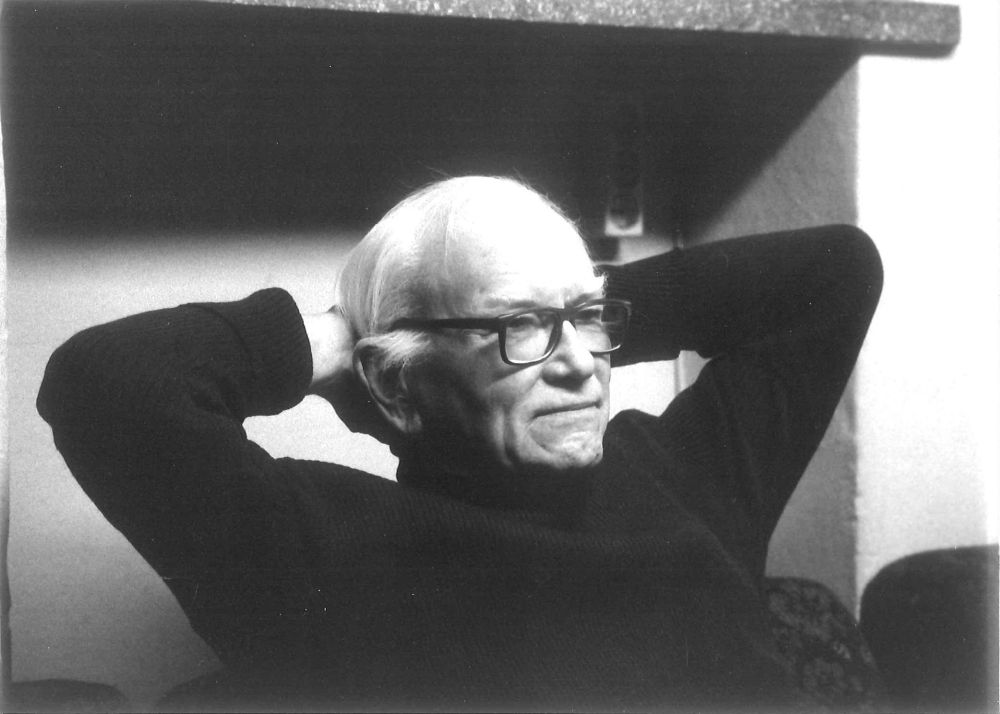
Der Schauspieler und Regisseur Wolfgang Brunecker in einer Porträtaufnahme des Berliner Fotografen Werner Bethsold

Wolfgang Brunecker (* 10. Dezember 1914 in Zwickau, Sachsen; † 26. Juni 1992 in Berlin; eigentlich Wolfgang Waßer) war ein deutscher Schauspieler und Hörspielregisseur.

## Leben
Wolfgang Waßer, so der eigentliche Name des Künstlers, studierte zunächst Theaterwissenschaften in Leipzig, nahm anschließend von 1938 bis 1940 Schauspielunterricht in München und debütierte 1940 an einer Bühne in Freiberg als Schauspieler. Während des Zweiten Weltkriegs geriet er als Soldat der Wehrmacht in französische Kriegsgefangenschaft, startete aber bereits 1946 wieder seine Bühnentätigkeit an Spielstätten in Tübingen und Karlsruhe. Dann siedelte er in die DDR über. Von 1951 bis 1952 wurde er vom Deutschen Nationaltheater in Weimar und anschließend bis 1954 vom Deutschen Theater in Berlin engagiert. Nach einer Berufung zum Oberspielleiter an den Theatern von Cottbus und Plauen folgte 1956 eine Anstellung beim Rundfunk der DDR, wo er bis zu seiner Pensionierung 1980 als Schauspieler, Hörspielregisseur und Sprecher arbeitete.
Abseits seiner Arbeit für das Theater und den Funk wirkte Brunecker seit den 1950er-Jahren auch in DEFA-Spielfilmen sowie DFF-Fernsehproduktionen als Charakterdarsteller mit, wie beispielsweise 1958 in Das Lied der Matrosen, 1962 als Gouverneur Lightwell in dem Fernsehfilm Mord in Gateway und 1965 in Solange Leben in mir ist.
Wolfgang Brunecker war in erster Ehe mit der Schauspielerin Inge Herbrecht verheiratet, mit der er eine Tochter hat (* 1947). In zweiter Ehe war er mit der Schauspielerin Brigitte Waßer verheiratet.

## Filmografie (Auswahl)
- 1954: Ernst Thälmann – Sohn seiner Klasse
- 1954: Stärker als die Nacht
- 1954: Der Fall Dr. Wagner
- 1958: Das Lied der Matrosen
- 1959: Weimarer Pitaval: Der Fall Harry Domela (Fernsehreihe)
- 1960: Fernsehpitaval: Der Fall René Levacher alias… (Fernsehreihe)
- 1961: Der Ermordete greift ein (TV-Mehrteiler)
- 1962: Das grüne Ungeheuer (Fernsehmehrteiler)
- 1962: Mord in Gateway (Fernsehen)
- 1963: Blaulicht: Wunder wiederholen sich nicht (Fernsehreihe)
- 1963: Es geht nicht ohne Liebe (Fernsehen)
- 1965: Solange Leben in mir ist
- 1966: Flucht ins Schweigen
- 1966: Pitaval des Kaiserreiches: Der Prozeß gegen die Gräfin Kwilecki (Fernsehreihe)
- 1969/67: Das Verbrechen an Timo Rinnelt und seine Aufklärung (Zweiteiler aus Kriminalfälle ohne Beispiel) (DFF)
- 1970: Jeder stirbt für sich allein (Fernsehfilm, 3 Teile)
- 1972: Trotz alledem!
- 1972: Polizeiruf 110: Minuten zu spät (Fernsehreihe)
- 1973: Wolz – Leben und Verklärung eines deutschen Anarchisten
- 1975: Das bucklige Pferdchen (Zeichentrickfilm)
- 1976: Die Regentrude (Fernsehen)
- 1978: Polizeiruf 110: Holzwege (Fernsehreihe)
- 1979: Herbstzeit (Fernsehen)
- 1982: Der Staatsanwalt hat das Wort: Ich bin Joop van der Dalen (Fernsehreihe)
- 1982: Pardon, die Leiche bin ich (Fernsehen)
- 1986: Polizeiruf 110: Gier (Fernsehreihe)
- 1989: Grüne Hochzeit

## Theater
- 1952: Friedrich Schiller: Don Carlos – Regie: Wolfgang Langhoff (Deutsches Theater Berlin)
- 1953: Harald Hauser: Prozeß Wedding – Regie: Wolfgang Langhoff (Deutsches Theater Berlin)

## Hörspiele
Regie
- 1958: Rolf Schneider: Widerstand (Hörspiel – Rundfunk der DDR)
- 1959: Rolf H. Czayka: Der Wolf von Benedetto (Hörspiel – Rundfunk der DDR)
- 1960: Rolf Schneider: Der dritte Kreuzzug oder Die wundersame Geschichte des Ritters Kunifried von Raupenbiel und seine Aventiuren (Hörspiel – Rundfunk der DDR)
- 1960: Wolfgang Beck/Walter Karl Schweickert: Erich währt am längsten (Hörspiel – Rundfunk der DDR)
- 1960: Axel Kielland: Einer sagt nein (Hörspiel – Rundfunk der DDR)
- 1961: Jane Kavcic: Zug Nr. 612 (Hörspiel – Rundfunk der DDR)
- 1961: Heinrich Böll: Zum Tee bei Doktor Borsig (Hörspiel – Rundfunk der DDR)
- 1962: Charles Dickens: Oliver Twist (Kinderhörspiel – Rundfunk der DDR)
- 1963: John Lilly: Alexander und Campaspe (Hörspiel – Rundfunk der DDR)
- 1963: Gerhard Jäckel: Die Wahnmörderin (Hörspiel – Rundfunk der DDR)
- 1964: Alexander Kent: Grenzstation (Hörspiel – Rundfunk der DDR)
- 1965: Heinz Knobloch: Pardon für Bütten (Kinderhörspiel – Rundfunk der DDR)
- 1965: Richard Groß: Der Experte ist tot (Hörspiel – Rundfunk der DDR)
- 1966: Lothar Kleine: Gott auf Hiwa Oa (Biographie – Rundfunk der DDR)
- 1967: Petko Todorow: Die Drachenhochzeit (Hörspiel – Rundfunk der DDR)
- 1968: Giles Cooper: Die unverdauliche Auster (Hörspielkomödie – Rundfunk der DDR)
- 1968: Hans Pfeiffer: Dort unten in Alabama (Hörspiel – Rundfunk der DDR)
- 1969: Armin Müller: Gesichter (Hörspiel – Rundfunk der DDR)
- 1969: Karl-Heinrich Bonn/Maria Bonn: Die Reise nach K. (Hörspiel – Rundfunk der DDR)
- 1975: Irmgard Keun: Das kunstseidene Mädchen (Hörspiel – Rundfunk der DDR)
- 1980: Norbert Klein: Alles ist anders (Hörspielreihe: Neumann, zweimal klingeln – Rundfunk der DDR)
- 1981: Peter Gauglitz: Drei Schweizer Uhren (Hörspielreihe: Fälle des Kriminalanwärters Marzahn, Nr.:1 – Rundfunk der DDR)
- 1985: Alfred de Musset: Man spielt nicht mit der Liebe (Hörspiel – Rundfunk der DDR)

Schauspieler
- 1953: Herbert Torbeck/Manda Torbeck: Die letzte Meldung (Vollander) – Regie: Wolfgang Schonendorf (Hörspiel – Berliner Rundfunk)
- 1954: Alf Scorell/Kurt Zimmermann: Der Wundermann (Friedrich Kant, Regierungsamtmann) – Regie: Hans Busse (Hörspiel – Rundfunk der DDR)
- 1959: Friedrich Karl Kaul/Walter Jupé: Alles beim alten (Mersbach, Studienrat) – Regie: Gert Beinemann (Hörspiel – Rundfunk der DDR)
- 1961: Günter Koch/Manfred Uhlmann: Mordsache Brisson (Sudermann) – Regie: Hans Knötzsch (Dokumentation – Rundfunk der DDR)
- 1961: Reszö Szirmai: Jedermanns Weihnachtsbaum (Vorsitzender) – Regie: Fritz-Ernst Fechner (Hörspiel – Rundfunk der DDR)
- 1961: Guy de Maupassant: Der Millionenstreich (Cachelin) – Regie: Otto Dierichs (Hörspiel – Rundfunk der DDR)
- 1961: Rolf Schneider: Prozeß Richard Waverly (Dr. Humphry) – Regie: Otto Dierichs (Hörspiel – Rundfunk der DDR)
- 1962: Karel Čapek: Ein Abend mit Karel Čapek (Vrzal) – Regie: Hans Knötzsch (Hörspiel-Komödie – Rundfunk der DDR)
- 1963: Alexander Ostrowski: Der Wald (Milonow) – Regie: Hans Knötzsch (Hörspiel – Rundfunk der DDR)
- 1963: Rolf Schneider: Die Unbewältigten – Regie: Edgar Kaufmann (Hörspiel – Rundfunk der DDR)
- 1964: Fred von Hoerschelmann: Die Saline – Regie: Helmut Hellstorff (Hörspiel – Rundfunk der DDR)
- 1964: Ephraim Kishon: Der Blaumilchkanal (Ein Herr) – Regie: Helmut Hellstorff (Hörspiel – Rundfunk der DDR)
- 1965: Rolf Schneider: Unternehmen Plate-Rack (Amerikaner) Regie: Helmut Hellstorff (Hörspiel – Rundfunk der DDR)
- 1966: Bertolt Brecht: Das Verhör des Lukullus – Regie: Kurt Veth (Hörspiel – Rundfunk der DDR)
- 1966: Siegfried Pfaff: Detektiv Martin: Es spukt im Knusperhaus (Schornsteinfeger Brösel) – Regie: Manfred Täubert (Kinderhörspiel – Rundfunk der DDR)
- 1968: Vito Blasi/Anna-Luisa Meneghini: Eiertanz (Zolldirektor) – Regie: Hans Knötzsch (Hörspiel – Rundfunk der DDR)
- 1969: Friedrich Schiller: Die Verschwörung des Fiesco zu Genua – Regie: Peter Groeger (Hörspiel – Rundfunk der DDR)
- 1970: Herbert Friedrich: Radsaison (Menzel) – Regie: Maritta Hübner (Kinderhörspiel – Rundfunk der DDR)
- 1970: Helga Pfaff: Die Schildbürger (Herzog) – Regie: Horst Liepach (Kinderhörspiel – Rundfunk der DDR)
- 1970: Klaus G. Zabel: Napoleon und die Zöllner (Pascaud, Zolldirektor) – Regie: Peter Groeger (Hörspiel – Rundfunk der DDR)
- 1970: Sophokles: Die Antigone des Sophokles (Alter) – Regie: Martin Flörchinger (Hörspiel – Rundfunk der DDR)
- 1971: Heinrich Mann: Die Jugend des Königs Henri Quatre (Sprecher) – Regie: Fritz Göhler (Hörspiel – Rundfunk der DDR)
- 1972: Werner Jahn: Maiglöckchen für Sommerlatte (Intendant) – Regie: Joachim Gürtner (Hörspielreihe: Neumann, zweimal klingeln – Rundfunk der DDR)
- 1973: Georges Courteline: Der Stammgast (Verteidiger) – Regie: Hans Knötzsch (Hörspiel – Rundfunk der DDR)
- 1973: Bertolt Brecht: Leben des Galilei (Kurator) – Regie: Fritz Göhler (Hörspiel – Rundfunk der DDR)
- 1973: Alfred Matusche: Van Gogh (Direktor) – Regie: Peter Groeger (Biographie – Rundfunk der DDR)
- 1975: Prosper Mérimée: Die Jacquerie – Regie: Albrecht Surkau (Hörspiel – Rundfunk der DDR)
- 1975: Iwan Bjelischew: Das eigensinnige Kätzchen (Alter Hase) – Regie: Albrecht Surkau (Kinderhörspiel – Litera)
- 1975: Jiří Kafka: Vom Wasser, das zu singen aufhörte (Elefant, Elefantenjunges) – Regie: Albrecht Surkau (Kinderhörspiel – Litera)
- 1976: Robert Soulat: Malembreuse oder Die übertriebene Höflichkeit (Maison-Alfort) – Regie: Peter Groeger (Hörspiel – Rundfunk der DDR)
- 1978: Klaus G. Zabel: Verjährte Fristen – Regie: Achim Scholz (Kriminalhörspiel – Rundfunk der DDR)
- 1979: Charles Dickens: Der ungebetene Gast (Scrooge) – Regie: Horst Liepach (Kinderhörspiel – Rundfunk der DDR)
- 1980: Lia Pirskawetz: Stille Post – Regie: Horst Liepach (Biografie – Rundfunk der DDR)
- 1980: Fritz Rudolf Fries: Der fliegende Mann – Regie: Horst Liepach (Biographie – Rundfunk der DDR)
- 1980: Ottomar Lang: Wellermann machts möglich (Steinfels) – Regie: Hans Knötzsch (Kriminalhörspiel/Kurzhörspiel – Rundfunk der DDR)
- 1980: Jorge Amado: Der gestreifte Kater und die Schwalbe Sinhá (Papagei) – Regie: Manfred Täubert (Kinderhörspiel – Rundfunk der DDR)
- 1980: Heinz Drewniok: Karl und Kasimir (Kasimir) – Regie: Wolfgang Schonendorf (Kurzhörspiel – Rundfunk der DDR)
- 1980: Ursula Damm-Wendler: Der Schmalfilm (Hochhäusel) – Regie: Joachim Gürtner (Hörspielreihe: Neumann, zweimal klingeln – Rundfunk der DDR)
- 1981: Edwin Hoernle: Vom König, der die Sonne vertreiben wollte – Regie: Maritta Hübner (Kinderhörspiel – Rundfunk der DDR)
- 1981: Günter Eich: Träume – Regie: Peter Groeger (Hörspiel – Rundfunk der DDR)
- 1981: Ingeborg Feustel: Das Märchen von der Maus mit der Grashalmflöte und andere Geschichten für Kinder (Igel) – Regie: Albrecht Surkau (Kinderhörspiel – Litera)
- 1982: Walentin Rasputin: Matjora (Jegor) – Regie: Fritz Göhler (Hörspiel – Rundfunk der DDR)
- 1982: Hans Siebe: Der Tote im fünften Stock (Staatsanwalt Krone) – Regie: Barbara Plensat (Kriminalhörspiel – Rundfunk der DDR)
- 1982: Peter Hacks: Das Windloch – Geschichten von Henriette und Onkel Titus (Professor Lupiller) – Regie: Fritz Göhler (Kinderhörspiel – Litera)
- 1982: Peter Hacks: Das Turmverlies – Geschichten von Henriette und Onkel Titus (Professor Barbarbianca) – Regie: Fritz Göhler (Kinderhörspiel – Litera)
- 1983: Hans Christian Andersen: Die Schneekönigin (König) – Regie: Uwe Haacke (Kinderhörspiel – Rundfunk der DDR)
- 1984: Bodo Schulenburg: Maus mit blauen Socken (Professor) – Regie: Manfred Täubert (Kinderhörspiel/Kurzhörspiel aus der Reihe: Geschichten aus dem Hut – Rundfunk der DDR)
- 1985: Eugen Eschner: Der Rattenfänger von Hameln – Regie: Norbert Speer (Kinderhörspiel – Rundfunk der DDR)
- 1987: Erich Kästner: Fabian oder Der Gang vor die Hunde – Regie: Joachim Staritz (Hörspiel – Rundfunk der DDR)
- 1987: Bodo Schulenburg: Das Kälbchen und die Schwalbe (Salomon) – Regie: Manfred Täubert (Kinderhörspiel – Rundfunk der DDR)
- 1988: Homer: Die Irrfahrten des Odysseus (Aiolos) – Regie: Werner Buhss (Kinderhörspiel (6 Teile) – Rundfunk der DDR)
- 1988: Joachim Goll: Geschenkt ist geschenkt – Regie: Werner Grunow (Hörspiel – Rundfunk der DDR)
- 1988: Hans Christian Andersen: Der kleine und der große Klaus (Apotheker) – Regie: Werner Buhss (Kinderhörspiel – Litera)
- 1991: Paul Zech: Das trunkene Schiff (Priester) – Regie: Wolfgang Rindfleisch (Hörspiel – Funkhaus Berlin)